# Asadbek Toshtemirov
Asadbek Toshtemirov (16 de febrero de 2002) es un deportista uzbeko que compite en taekwondo adaptado. Ganó una medalla de oro en los Juegos Paralímpicos de París 2024, en la categoría de –80 kg.

## Palmarés internacional
| Juegos Paralímpicos | Juegos Paralímpicos | Juegos Paralímpicos | Juegos Paralímpicos |
| Año                 | Lugar               | Medalla             | Categoría           |
| ------------------- | ------------------- | ------------------- | ------------------- |
| 2024                | París (Francia)     | Medalla de oro      | –80 kg              |